# Grêmio Porto Alegre (Frauenfußball)
Die Frauenfußballabteilung des Vereins Grêmio Porto Alegre (offiziell: Grêmio Foot-Ball Porto Alegrense) wurde 1997 gegründet und 2017 nach einer mehrjährigen Unterbrechung neu aufgestellt. Heimspielstätte des Teams ist das Trainingszentrum Presidente Hélio Dourado im Vorort Eldorado do Sul.

## Geschichte
Grêmio gründete 1997 seine Frauenfußballabteilung anlässlich der in jenem Jahr von der Federação Gaúcha de Futebol (FGF) ins Leben gerufene Staatsmeisterschaft des Frauenfußballs von Rio Grande do Sul. Wie schon in der Meisterschaft der Männer dominierte und konkurrierte der Verein hier mit seinem Stadtrivalen SC Internacional den Wettbewerb. In den Jahren 2000 und 2001 konnte der Meistertitel gewonnen werden. Bekannte Aktive dieser Zeit waren die Nationalspielerinnen Daiane „Bagé“, Tânia Maranhão, „Maravilha“ Wahlbrink, Maycon sowie die Nachwuchsspielerin Maurine. Nach der Saison 2005 löste der Verein seine Frauenmannschaft auf.
Zur Saison 2017 ist Grêmio in den Frauenfußball zurückgekehrt. Das in Eile neu zusammengestellte Team durfte sofort in der neu etablierten ersten Spielklasse (Série A1) der nationalen Meisterschaft der Frauen antreten, hat die Spielzeit allerdings als Vorletzter des Gesamtklassements beendet und ist deshalb in die zweite Liga (Série A2) abgestiegen. In der Staatsmeisterschaft erreichte der Club das Finale und verlor dieses im Elfmeterschießen am 9. Dezember 2017 gegen Internacional. Im Finale 2018 konnte sich Grêmio gleichfalls durch ein Elfmeterschießen revanchieren und den dritten Meistertitel gewinnen, mit dem sich das Team für die Série A2 2019 qualifizierte.

## Erfolge
| Staatsmeisterschaft von Rio Grande do Sul | (5×): | 2000, 2001, 2018, 2022, 2024 |

## Trainerhistorie
(unvollständig)
| Name des Trainers      | Zeitraum  | Bemerkung                                       |       |
| ---------------------- | --------- | ----------------------------------------------- | ----- |
| Patrícia Regina Gusmão | 2017      |                                                 | [ 3 ] |
| Yura Titow             | 2018      | Staatsmeisterschaft 2018                        |       |
| Patrícia Regina Gusmão | 2019–2022 | Aufstieg Série-A1 2019 Staatsmeisterschaft 2022 | [ 4 ] |
| Felipe Paiva Endres    | 2023      |                                                 |       |
| Marcelo Maria Frigerio | 2023      |                                                 |       |
| Thaissan Santos Passos | seit 2024 | Staatsmeisterschaft 2024                        |       |